# SID-In
SID-in staat voor studie-informatiedagen. Het is een jaarlijks terugkerend evenement waar alle Vlaamse hogescholen en universiteiten hun opleidingsaanbod voorstellen aan laatstejaars secundair onderwijs.

## Geschiedenis
De eerste "studie- en informatiebeurs" werd eind jaren 70 in Limburg gehouden, en georganiseerd door de toenmalige vrije PMS-centra van Limburg. Het was een reactie tegen commerciële evenementen met studie-info (bijvoorbeeld het "Europees salon van de student"), waar niet altijd objectieve informatie werd gegeven, maar eerder aan (soms commercieel gesponsorde) werving werd gedaan. Ook in andere provincies ontstonden gelijkaardige initiatieven, zoals de "Brusselse gespreksdagen", een organisatie rond het katholiek hoger onderwijs. Om de verzuiling tegen te gaan bundelde het Vlaams Ministerie van Onderwijs en Vorming in de jaren 90 de initiatieven tot de SID-ins.

## Vorm
Elke provincie komt aan de beurt in de periode januari-februari. Een SID-inbeurs loopt van donderdag tot zaterdag. Donderdag en vrijdag wordt de beurs doorgaans klassikaal bezocht door secundaire scholen. Zaterdag staat ze open voor individuele bezoekers, vaak ook ouders van aankomende hoger onderwijsstudenten. Behalve hogescholen en universiteiten krijgen ook andere organisaties er een stand: de VDAB, het leger en de politie, Syntra... De Centra voor leerlingenbegeleiding (opvolger van de PMS-centra) blijven een belangrijke rol vervullen met aanvullende info over volwassenenonderwijs, studiebeurzen, info over specialisatiejaren in het secundair onderwijs... Ook het Franstalig onderwijs heeft een stand voor algemene info. Eind november-begin december is er een speciale SID-in over "studeren in het buitenland" te Brussel.

## SID-in beurzen 2024
| Provincie       | Locatie              | Datum klassikaal bezoek | Datum individueel bezoek |
| --------------- | -------------------- | ----------------------- | ------------------------ |
| Antwerpen       | Antwerp Expo         | 22-23 februari 2024     | 24 februari 2024         |
| Limburg         | Limburghal (Genk)    | 1-2 februari 2024       | 3 februari 2024          |
| Oost-Vlaanderen | Flanders Expo (Gent) | 25-26 januari 2024      | 27 januari 2024          |
| Vlaams-Brabant  | Brabanthal (Leuven)  | 11-12 januari 2024      | 13 januari 2024          |
| West-Vlaanderen | Kortrijk Xpo         | 8-9 februari 2024       | 10 februari 2024         |

## Trend
Vanaf 2008-2009 heeft Minister Vandenbroucke, die ook bevoegd was voor werk, het aanbod uitgebreid met "directe tewerkstelling". Zo komen ook beroepsverenigingen, werkgevers, uitzendbureaus,... op de beurs met een stand. Zodoende wordt het bezoek aan de SID-inbeurs ook interessant voor leerlingen die een praktisch-technische of beroepsrichting achter de rug hebben.

## Nederland
kent "onderwijsbeurzen", vooral gericht op toekomstige HBO-studenten.